# Ctenophora amabilis
Ctenophora amabilis är en tvåvingeart som beskrevs av Takahashi 1960. Ctenophora amabilis ingår i släktet Ctenophora och familjen storharkrankar. Inga underarter finns listade i Catalogue of Life.